# Río Calamantio
El río Calamantio es un curso de agua del interior de la península ibérica, afluente del Najerilla.

## Descripción
Discurre por la comunidad autónoma española de La Rioja. Nace al norte de Mansilla de la Sierra, en la sierra de San Lorenzo. Su curso sigue una dirección sureste, salvando un desnivel de unos 1440 metros, antes de desembocar en la margen izquierda del río Najerilla. Aparece descrito en la Descripción física, geológica y minera de la provincia de Logroño de la siguiente manera:

Río Calamantio.—Tiene nacimiento al N. de Mansilla, en lo alto de la Sierra de San Lorenzo y junto á la ermita de esta nombre, á 2245 metros sobre el nivel del mar y á 1440 sobre su desembocadura en el Najerilla. Dirigido siempre hacia el SE. y con una pendiente media de 85 milímetros, recorre, sin abandonar nunca la formación siluriana, una extensión de 6102 metros á través de un país muy áspero y de escasa vegetación, yendo a unirse al Najerilla por la margen izquierda á los 21766 metros de su origen.
(Sánchez Lozano, 1894, p. 54)

Su curso completo, de unos 11,42 km, quedó protegido en 2017 bajo la figura de reserva natural fluvial. Existen poblaciones de tejos, y del liquen Letharia vulpina, en su entorno. Pertenece a la cuenca hidrográfica del Ebro y sus aguas acaban vertidas en el mar Mediterráneo. 